# Slatina nad Bebravou
Slatina nad Bebravou és un poble i municipi d'Eslovàquia que es troba a la regió de Trenčín. La primera menció escrita de la vila es remunta al 1332.

## Demografia
| Godina             | 1994 | 2004   | 2014    | 2024   |
| ------------------ | ---- | ------ | ------- | ------ |
| Nombre de persones | 526  | 505    | 435     | 456    |
| Diferència         |      | −3,99% | −13,86% | +4,82% |

| Godina             | 2023 | 2024   |
| ------------------ | ---- | ------ |
| Nombre de persones | 452  | 456    |
| Diferència         |      | +0,88% |